# SAG Racing Team
Das Pertamina Mandalika Stop And Go (SAG) Racing Team ist ein Motorradsport-Team aus Indonesien und Spanien, das seit 2006 in der mittleren Klasse (bis 2009 die 250-cm³-, seit 2010 die Moto2-Klasse) der Motorrad-Weltmeisterschaft antritt.
Beim Großen Preis von Katalonien 2016 erlebte das Team allerdings eine große Tragödie, als Luis Salom im Training tödlich verunglückte.
Beim Großen Preis von Portugal 2020 fuhr Remy Gardner im 260. Rennen den ersten Sieg für SAG ein.
2023 tritt SAG mit Lorenzo Dalla Porta und Bo Bendsneyder an.
Weitere bekannte ehemalige Fahrer des Teams sind Ratthapark Wilairot, Héctor Faubel, Raffaele De Rosa, Marcel Schrötter, Isaac Viñales, Tetsuta Nagashima und Thomas Lüthi.

## Statistik

### Moto2-Team-WM-Ergebnisse (seit 2018)
- 2018 – 14.
- 2019 – Siebter
- 2020 – Sechster
- 2021 – Zwölfter

### Grand-Prix-Siege
| Saison | Rennen   |
| ------ | -------- |
| 2020   | Portugal |